# いづ重
いづ重（いづじゅう）は、京都市東山区祇園商店街にある寿司屋。

## 概要
寿司製品の製造を行っている。国産の真鯖を使った鯖寿司や稲荷寿司やなれずしが有名。京寿司なので握り寿司は無く、蒸し寿司などがある。寿司飯はかまどで炊いていて、おくどさんの会会員。昔はスッポンなどの川魚料理もやっていたので、焼き鮎寿司などもある。4代目の目標は「乾物だけで折詰を作ること」
いずじゅう

## 沿革
- 明治末 - 滋賀県出身の初代・重吉がいづうより暖簾わけを許され、八坂神社の近くの眞葛ヶ原にて創業[2]。
- 大正中期 - 三条大橋の東に店を構える。
- 昭和初期戦争中 - 五条大和大路にも店を出すが、防火帯を作る強制疎開により三条、五条の店は潰された。食糧難で寿司屋から寿司加工業に変わる。
- 昭和23年、祇園石段下に移る。
- ナホトカ号事故後、若狭湾の鯖が取れなくなり九州北部産に代わる。